# Петровка (Староматинский сельсовет)
Петро́вка (баш. Петровка) — деревня в Бакалинском районе Республики Башкортостан Российской Федерации. Входит в состав Староматинского сельсовета.

## География

### Географическое положение
Расстояние до:
- районного центра (Бакалы): 26 км,
- центра упразднённого Новоматинского сельсовета (Новые Маты): 5 км,
- центра сельсовета (Старые Маты):
- ближайшей ж/д станции (Туймазы): 100 км.

## История
Название восходит к имени святого Петра .
С 2005 современный статус.
Статус деревня, сельского населённого пункта, посёлок получил согласно Закону Республики Башкортостан от 20 июля 2005 года N 211-з «О внесении изменений в административно-территориальное устройство Республики Башкортостан в связи с образованием, объединением, упразднением и изменением статуса населенных пунктов, переносом административных центров», ст.1

6. Изменить статус следующих населенных пунктов, установив тип поселения — деревня…

7) в Бакалинском районе: 

э) поселка Петровка Новоматинского сельсовета
В 2008 году, после упразднения Новоматинского сельсовета], деревня включена в состав Староматинского сельсовета (Закон Республики Башкортостан от 19.11.2008 N 49-з «Об изменениях в административно-территориальном устройстве Республики Башкортостан в связи с объединением отдельных сельсоветов и передачей населённых пунктов», ст.1 п.6) ж)).

## Население
| 2002 | 2009 | 2010 |
| ---- | ---- | ---- |
| 41   | ↘24  | ↘16  |

Национальный состав
Согласно переписи 2002 года, преобладающая национальность — кряшены (90 %).